# 橘恒平
橘 恒平（たちばな の つねひら）は、平安時代中期の公卿。右近衛少将・橘敏行の三男。官位は正四位下・参議。

## 経歴
朱雀朝の天慶7年（944年）帯刀長に任ぜられる。天慶9年（946年）村上天皇の践祚に伴って右近衛将監任ぜられると、天暦2年（948年）播磨権大掾を経て、天暦4年（950年）従五位下に叙爵する。
天暦5年（951年）越前介に任ぜられ地方官に遷るが、天暦10年（956年）玄蕃頭として京官に復す。応和元年（961年）豊後守に転じると、康保3年（966年）治国が賞され従五位上、康保4年（967年）尾張守、天禄3年（972年）美濃守と村上・冷泉・円融の三朝にかけて地方官を歴任する。貞元2年（977年）には、正月に再び治国の功労により正五位下に叙せられると、同年3月に関白・藤原兼通の閑院第に円融天皇が行幸するとその家司として従四位下に、8月には造宮を賞されて従四位上と、一年に三度の昇叙を受けた。また、同年に近江(権)守に任ぜられると、天元4年（981年）重任されるなど、結局のべ30年近くに亘って五ヶ国の国司を歴任した。また、この間京官の木工頭・修理大夫も務めている。
天元4年（981年）正四位下に叙せられ、永観元年（983年）11月11日に参議に任ぜられ公卿に列すが、13日に病気により出家し、15日に卒去した。享年62。この常平の死によって、橘氏からの公卿任官は途絶えた。
歌人として、貞元2年（977年）8月の左大臣藤原頼忠家歌合に出詠している。

## 官歴
『公卿補任』による。
- 天慶7年（944年） 日付不詳：帯刀長
- 天慶9年（946年） 7月17日：右近衛将監（踐祚）
- 天暦2年（948年） 正月30日：播磨権大掾
- 天暦4年（950年） 正月7日：従五位下
- 天暦5年（951年） 正月30日：越前介
- 天暦10年（956年） 5月15日：玄蕃頭
- 応和元年（961年） 閏3月17日：豊後守
- 康保3年（966年） 正月9日：従五位上（治国）。正月30日：辞豊後守
- 康保4年（967年） 正月20日：尾張守
- 安和元年（968年） 日付不詳：東宮昇殿（春宮・守平親王）
- 天禄3年（972年） 正月14日：美濃守。2月：昇殿
- 天延4年（976年） 6月16日：木工頭
- 貞元2年（977年） 正月：正五位下（治国）。正月29日：近江守（受領如元）。3月26日：従四位下（今日行幸閑院第賞。依家司所敍也）。5月：罷木工頭。8月2日：従四位上（造宮賞）。12月9日：近江権守
- 天元2年（979年） 正月1日：修理大夫
- 天元4年（981年） 正月29日：近江権守（重任）。12月4日：正四位下（造宮功）
- 永観元年（983年） 11月11日：参議、修理大夫如元。11月13日：出家（依病）。11月15日：卒去

## 系譜
- 父：橘敏行
- 母：和子女王 - 定国王の娘
- 妻：不詳
  - 男子：増賀（?-1003）[1]
  - 女子：藤原敦信室?